# Eerste klasse 1996-97 (basketbal België)
Het seizoen 1996-1997 was de 49e editie van de hoogste basketbalcompetitie.
Dit seizoen werd per overwinning 3 punten toegekend en 1 punt per verlies.
Spirou Charleroi won zijn tweede opeenvolgende landstitel, Omnium Tours Vilvoorde en Bree BBC promoveerden.
Omwille van openstaande schulden bestrafte de KBBB Soleilmont Gilly met een aftrek van 1 punt.

## Naamswijziging
Bree BBC werd Brilcentrum Bree
Spirou Charleroi werd Pepsi Spirou Charleroi
AC Gilly  werd Soleilmont Gilly
Cuva Houthalen werd Echo Houthalen
Basket Brussels  werd Belgacom Brussels
Canada Dry Castors Braine werd Dr. Pepper Castors Braine

## Eindstand
|  |    |                            | P  | W  | V  | G | Ptn |
|  | -- | -------------------------- | -- | -- | -- | - | --- |
|  | 1  | Pepsi Spirou Charleroi     | 26 | 21 | 5  | 0 | 68  |
|  | 2  | Sunair BC Oostende         | 26 | 20 | 6  | 0 | 66  |
|  | 3  | Belgacom Quaregnon         | 26 | 19 | 7  | 0 | 64  |
|  | 4  | GoodYear Aalst             | 26 | 17 | 9  | 0 | 60  |
|  | 5  | Echo Houthalen             | 26 | 15 | 11 | 0 | 56  |
|  | 6  | Go Press Pepinster         | 26 | 15 | 11 | 0 | 56  |
|  | 7  | Racing Maes Pils Antwerpen | 26 | 12 | 14 | 0 | 50  |
|  | 8  | Dr. Pepper Castors Braine  | 26 | 12 | 14 | 0 | 50  |
|  | 9  | Brilcenter Bree            | 26 | 10 | 16 | 0 | 46  |
|  | 10 | Belgacom Brussels          | 26 | 9  | 17 | 0 | 44  |
|  | 11 | AST Gent                   | 26 | 9  | 17 | 0 | 44  |
|  | 12 | ABB Leuven                 | 26 | 9  | 17 | 0 | 44  |
|  | 13 | Soleilmont Gilly           | 26 | 9  | 17 | 0 | 43  |
|  | 14 | Omnium Tours Vilvoorde     | 26 | 5  | 21 | 0 | 36  |

## Play-offs
- Best of three Kwart Finales

Echo Houthalen - GoodYear Aalst  92-95
GoodYear Aalst - Echo Houthalen  97-95
Go Pass Pepinster - Belgacom Quaregnon 85-87
Belgacom Quaregnon - Go Pass Pepinster 102-91
- Best of three Halve Finales

GoodYear Aalst - Pepsi Spirou Charleroi 61-90
Pepsi Spirou Charleroi - GoodYear Aalst 100-76
Belgacom Quaregnon - Sunair BC Oostende 60-63
Sunair BC Oostende - Belgacom Quaregnon 73-78
Sunair BC Oostende - Belgacom Quaregnon 79-70
- Best of five

Sunair BC Oostende - Spirou Charleroi 65-67
Spirou Charleroi - Sunair BC Oostende 76-71
Spirou Charleroi - Sunair BC Oostende  67-63
1928 · 1929 · 1930 · 1931 · 1932 · 1933 · 1934 · 1935 · 1936 · 1937 · 1938 · 1939 · 1940 · 1941 · 1942 · 1943 · 1944 · 1945 · 1946 · 1947 · 1948 · 1949 · 1950 · 1951 · 1952 · 1953 · 1954 · 1955 · 1956 · 1957 · 1958 · 1959 · 1960 · 1961 · 1962 · 1963 · 1964 · 1965 · 1966 · 1967 · 1968 · 1969 · 1970 · 1971 · 1972 · 1973 · 1974 · 1975 · 1976 · 1977 · 1978 · 1979 · 1980 · 1981 · 1982 · 1983 · 1984 · 1985 · 1986 · 1987 · 1988 · 1989 · 1990 · 1991 · 1992 · 1993 · 1994 · 1995 · 1996 · 1997 · 1998 · 1999 · 2000 · 2001 · 2002 · 2003 · 2004 · 2005 · 2006 · 2007 · 2008 · 2009 · 2010 · 2011 · 2012 · 2013 · 2014 · 2015 · 2016 · 2017 · 2018 · 2019 · 2020 · 2021